# Rolnik szuka żony
Rolnik szuka żony – polski program rozrywkowy typu reality show oparty na formacie Farmer Wants a Wife (na licencji Fremantle) emitowany od 2014 roku na antenie TVP1. Jego prowadzącą jest Marta Manowska.
Motywem przewodnim programu jest cover piosenki „Magiczne słowa” zespołu Ziyo w wykonaniu Rafała Brzozowskiego.

## Charakterystyka programu

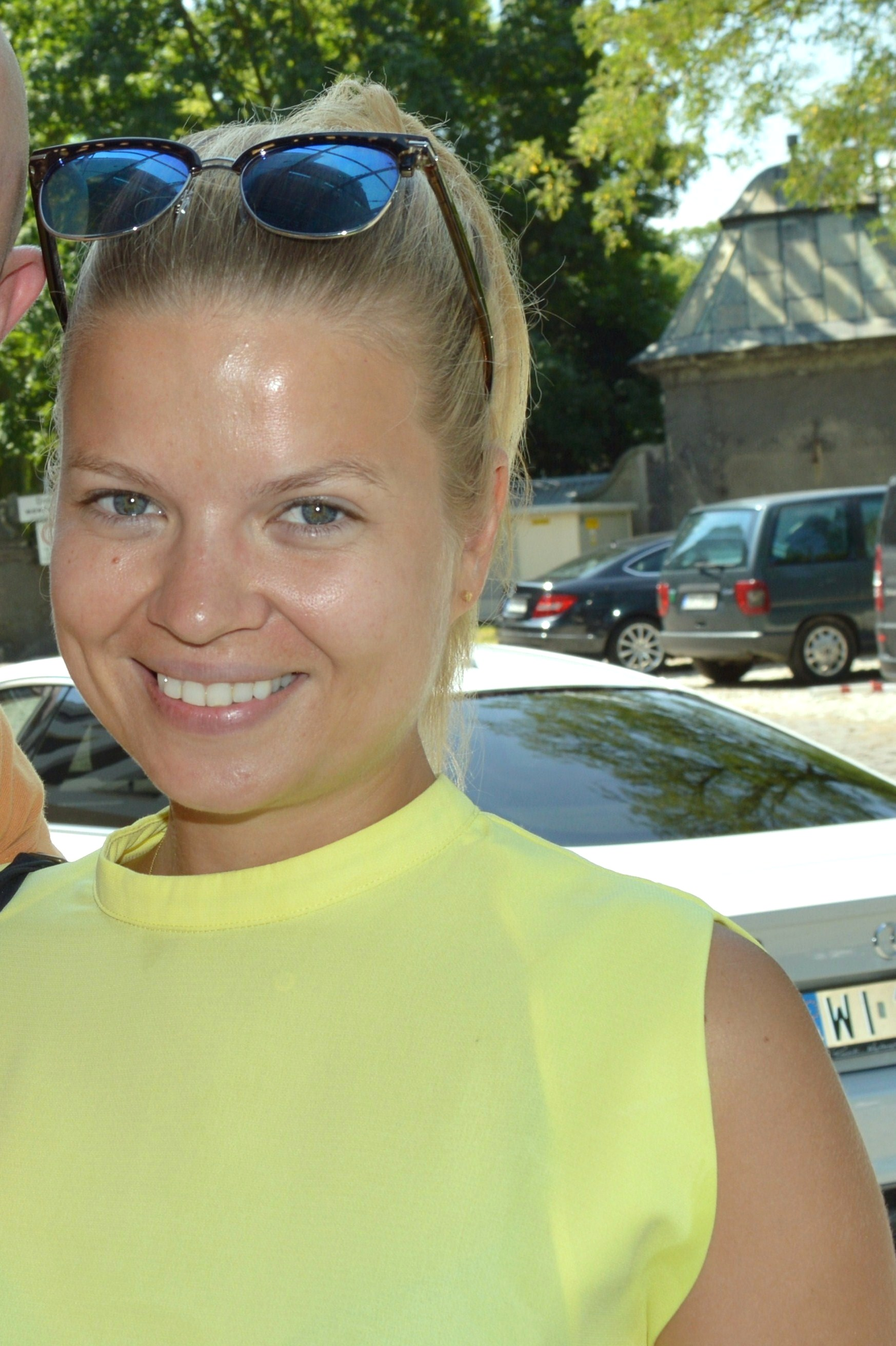
Marta Manowska, prowadząca program (2015)

W programie występuje grupa rolników-singli (w odcinku pilotowym pierwszej edycji – ośmiu, w kolejnych edycjach – dziesięciu, we właściwych odcinkach – pięciu), którzy poprzez udział w programie chcieliby znaleźć towarzyszkę/towarzysza życia. W zerowym odcinku przedstawiane są sylwetki kandydatów/kandydatek, a zainteresowane panie/panowie są proszeni o przysłanie listów do wybranego rolnika.
W kolejnych etapach programu piątka rolników, która otrzymała najwięcej listów, spośród zgłoszeń wybiera kilka kandydatek/kandydatów, z którymi umawia się na spotkanie. Po kolejnej selekcji wybrana grupa pań/panów zapraszana jest do wizyty w gospodarstwie wybranego rolnika. Tam też dokonywany jest ostateczny wybór. Nie jest to jednak zakończenie programu. Rolnicy u boku swoich wybranek/wybranków odwiedzają też ich rodziny i odbywają romantyczną podróż.

## Emisja w telewizji
Emisja każdej edycji przypada na jesienny sezon telewizyjny i następuje po kilkumiesięcznym okresie tworzenia programu. Każda edycja poprzedzona jest wiosennym odcinkiem prezentacji kandydatów.
| Edycja | Liczba odcinków | Pierwsza emisja telewizyjna (TVP1) | Pierwsza emisja telewizyjna (TVP1) | Pierwsza emisja telewizyjna (TVP1) | Pierwsza emisja telewizyjna (TVP1) | Pierwsza emisja telewizyjna (TVP1) |
| Edycja | Liczba odcinków | Wizytówka                          | Seria zasadnicza                   | Seria zasadnicza                   | Seria zasadnicza                   | Odcinek świąteczny                 |
| Edycja | Liczba odcinków | Wizytówka                          | Sezon                              | Początek emisji                    | Koniec emisji                      | Odcinek świąteczny                 |
| ------ | --------------- | ---------------------------------- | ---------------------------------- | ---------------------------------- | ---------------------------------- | ---------------------------------- |
| 1.     | 14              | 21 maja 2014                       | jesień 2014                        | 7 września 2014                    | 23 listopada 2014                  | 27 grudnia 2014                    |
| 2.     | 14              | 5 kwietnia 2015                    | jesień 2015                        | 6 września 2015                    | 29 listopada 2015                  | 26 grudnia 2015                    |
| 3.     | 14              | 27 marca 2016                      | jesień 2016                        | 4 września 2016                    | 20 listopada 2016                  | 25 grudnia 2016                    |
| 4.     | 14              | 16 kwietnia 2017                   | jesień 2017                        | 3 września 2017                    | 26 listopada 2017                  | 25 grudnia 2017                    |
| 5.     | 14              | 1 kwietnia 2018                    | jesień 2018                        | 2 września 2018                    | 2 grudnia 2018                     | 25 grudnia 2018                    |
| 6.     | 14              | 22 kwietnia 2019                   | jesień 2019                        | 8 września 2019                    | 1 grudnia 2019                     | 25 grudnia 2019                    |
| 7.     | 14              | 12 kwietnia 2020                   | jesień 2020                        | 13 września 2020                   | 13 grudnia 2020                    | 27 grudnia 2020                    |
| 8.     | 14              | 4 kwietnia 2021                    | jesień 2021                        | 19 września 2021                   | 5 grudnia 2021                     | 26 grudnia 2021                    |
| 9.     | 14              | 17 kwietnia 2022                   | jesień 2022                        | 18 września 2022                   | 27 listopada 2022                  | 25 grudnia 2022                    |
| 10.    | 14              | 9 kwietnia 2023                    | jesień 2023                        | 17 września 2023                   | 10 grudnia 2023                    | 25 grudnia 2023                    |
| 11.    | 14              | 31 marca 2024                      | jesień 2024                        | 15 września 2024                   | 1 grudnia 2024                     | 25 grudnia 2024                    |
| 12.    | 14              | 20 kwietnia 2025                   | jesień 2025                        | 14 września 2025                   | b.d.                               | b.d.                               |

## Oglądalność w telewizji linearnej
Informacje dotyczące oglądalności oparto na badaniach przeprowadzonych przez Nielsen Audience Measurement i dotyczą wyłącznie oglądalności pierwszej emisji telewizyjnej (chyba że zaznaczono inaczej) – nie uwzględniają oglądalności powtórek, wyświetleń w serwisach VOD (np. TVP VOD) itd.
| Odcinek                                     | Edycja I                         | Edycja II                        | Edycja III                       | Edycja IV                        | Edycja V                         | Edycja VI                        | Edycja VII                       | Edycja VIII                      | Edycja IX                                                     | Edycja X                                                     | Edycja XI                   |
| ------------------------------------------- | -------------------------------- | -------------------------------- | -------------------------------- | -------------------------------- | -------------------------------- | -------------------------------- | -------------------------------- | -------------------------------- | ------------------------------------------------------------- | ------------------------------------------------------------ | --------------------------- |
| Wizytówka                                   | 1 326 314 (21 maja 2014)         | 4 322 446 (5 kwietnia 2015)      | 3 062 833 (27 marca 2016)        | 2 624 569 (16 kwietnia 2017)     | 3 107 965 (1 kwietnia 2018)      | 3 227 182 (22 kwietnia 2019)     | 3 418 755 (12 kwietnia 2020)     | 1 984 723 (4 kwietnia 2021)      | 1 632 015 (18 kwietnia 2022 – powtórka odcinka z 17 kwietnia) | 1 648 846 (10 kwietnia 2023 – powtórka odcinka z 9 kwietnia) | 1 569 013 (31 marca 2024)   |
| 1.                                          | 2 544 523 (7 września 2014)      | 3 714 369 (6 września 2015)      | 3 831 626 (4 września 2016)      | 3 584 062 (3 września 2017)      | 3 001 185 (2 września 2018)      | 3 007 934 (8 września 2019)      | 3 117 836 (13 września 2020)     | 2 937 098 (19 września 2021)     | 2 478 041 (18 września 2022)                                  | 2 043 450 / 1 978 588 (17 września 2023)                     | 1,37 mln (15 września 2024) |
| 2.                                          | 2 768 110 (14 września 2014)     | 3 828 894 (13 września 2015)     | 3 830 135 (11 września 2016)     | 2 638 680 (10 września 2017)     | 3 210 488 (9 września 2018)      | 3 229 232 (15 września 2019)     | 3 432 378 (20 września 2020)     | 3 060 786 (26 września 2021)     | 2 760 982 (2 października 2022)                               | 2 201 973 / 2 151 532 (24 września 2023)                     | (22 września 2024)          |
| 3.                                          | 2 310 280 (21 września 2014)     | 4 161 316 (20 września 2015)     | 4 410 098 (18 września 2016)     | 3 158 957 (24 września 2017)     | 3 299 175 (16 września 2018)     | 3 410 102 (22 września 2019)     | 3 573 411 (27 września 2020)     | 3 296 008 (3 października 2021   | 2 705 188 (9 października 2022                                | 2 336 257 / 2 294 224 (1 października 2023)                  | 1,65 mln (29 września 2024) |
| 4.                                          | 2 927 960 (28 września 2014)     | 3 956 854 (27 września 2015)     | 4 562 044 (25 września 2016)     | 3 561 032 (1 października 2017)  | 3 959 010 (23 września 2018)     | 3 523 132 (29 września 2019)     | 3 646 852 (4 października 2020)  | 3 367 689 (10 października 2021) | 2 975 612 (16 października 2022)                              | 2 416 630 / 2 358 064 (8 października 2023)                  |                             |
| 5.                                          | 3 673 559 (5 października 2014)  | 4 191 694 (4 października 2015)  | 4 551 867 (2 października 2016)  | 3 615 865 (8 października 2017)  | 3 905 798 (7 października 2018)  | 3 497 183 (6 października 2019)  | 3 468 089 (18 października 2020) | 3 535 807 (17 października 2021) | 2 849 222 (23 października 2022)                              | 2 672 260 / 2 630 549 (22 października 2023)                 |                             |
| 6.                                          | 3 652 851 (12 października 2014) | 2 999 694 (11 października 2015) | 4 807 652 (9 października 2016)  | 3 948 574 (15 października 2017) | 3 572 333 (21 października 2018) | 3 387 122 (20 października 2019) | 3 455 420 (25 października 2020) | 3 561 894 (24 października 2021) | 2 696 534 (30 października 2022)                              | 2 692 395 / 2 645 216 (29 października 2023)                 |                             |
| 7.                                          | 4 090 209 (19 października 2014) | 4 256 303 (18 października 2015) | 4 743 506 (16 października 2016) | 3 847 172 (22 października 2017) | 3 923 535 (28 października 2018) | 3 189 687 (27 października 2019) | 3 911 413 (1 listopada 2020)     | 3 330 192 (31 października 2021) | 2 220 876 (1 listopada 2022)                                  | 2 818 096 / 2 775 303 (5 listopada 2023)                     |                             |
| 8.                                          | 3 731 249 (26 października 2014) | 4 050 420 (1 listopada 2015)     | 5 128 546 (23 października 2016) | 4 393 084 (29 października 2017) | 3 980 295 (4 listopada 2018)     | 3 469 368 (3 listopada 2019)     | 3 868 183 (8 listopada 2020)     | 3 581 669 (7 listopada 2021)     | 2 821 095 (6 listopada 2022)                                  | 2 856 426 / 2 790 046 (12 listopada 2023)                    |                             |
| 9.                                          | 4 366 657 (2 listopada 2014)     | 4 312 376 (8 listopada 2015)     | 4 899 481 (30 października 2016) | 4 382 931 (5 listopada 2017)     | 3 909 345 (11 listopada 2018)    | 3 592 033 (10 listopada 2019)    | 3 836 802 (22 listopada 2020)    | 3 554 600 (14 listopada 2021)    | 2 205 009 (11 listopada 2022)                                 | 2 815 556 / 2 747 109 (19 listopada 2023)                    |                             |
| 10.                                         | 4 435 566 (9 listopada 2014)     | 4 862 692 (15 listopada 2015)    | 5 070 371 (6 listopada 2016)     | 4 295 428 (12 listopada 2017)    | 4 196 693 (18 listopada 2018)    | 3 815 789 (17 listopada 2019)    | 3 740 824 (29 listopada 2020)    | 3 574 003 (21 listopada 2021)    | 2 948 356 (13 listopada 2022)                                 | 2 706 617 / 2 643 000 (26 listopada 2023)                    |                             |
| 11.                                         | 4 128 497 (16 listopada 2014)    | 4 956 983 (22 listopada 2015)    | 4 899 002 (13 listopada 2016)    | 4 193 452 (19 listopada 2017)    | 4 257 000 (25 listopada 2018)    | 3 984 711 (24 listopada 2019)    | 3 641 771 (6 grudnia 2020)       | 3 567 917 (28 listopada 2021)    | 3 097 826 (20 listopada 2022)                                 | 2 695 709 / 2 613 709 (3 grudnia 2023)                       |                             |
| 12.                                         | 4 840 982 (23 listopada 2014)    | 5 339 735 (29 listopada 2015)    | 4 957 963 (20 listopada 2016)    | 4 549 237 (26 listopada 2017)    | 4 586 918 (2 grudnia 2018)       | 4 227 234 (1 grudnia 2019)       | 3 826 904 (13 grudnia 2020)      | 3 748 436 (5 grudnia 2021)       | 3 284 827 (27 listopada 2022)                                 | 3 044 844 / 2 938 729 (10 grudnia 2023)                      | 2,29 mln (1 grudnia 20224)  |
| Odcinek świąteczny                          | 3 420 079 (27 grudnia 2014)      | 3 483 637 (26 grudnia 2015)      | 3 374 755 (25 grudnia 2016)      | 3 237 547 (25 grudnia 2017)      | 3 275 446 (25 grudnia 2018)      | 2 934 678 (25 grudnia 2019)      | 3 578 322 (27 grudnia 2020)      | 2 875 028 (26 grudnia 2021)      | 2 197 051 (25 grudnia 2022)                                   | 1 469 536 (25 grudnia 2023)                                  | 1,3 mln (25 grudnia 2024)   |
| Średnia oglądalność (odcinków zasadniczych) | 3 620 191                        | 4 219 871                        | 4 644 035                        | 3 844 722                        | 3 816 815                        | 3 525 358                        | 3 626 929                        | 3 425 993                        | 2 720 996                                                     | 2 547 064                                                    | 1,87 mln                    |

## Odbiór i kontrowersje
Wiesław Godzic w wywiadzie w Gazecie Wyborczej zauważył, że program podkreśla stereotypy damsko-męskie (mężczyzna decyduje o wyborze kobiety; matka nie chce oddać syna w ręce innych kobiet). Natomiast Magdalena Środa zarzuca programowi propagowanie traktowania kobiet jako siły roboczej do prac, którymi rolnik gardzi.

## Nagrody
- Telekamery 2015: Nagroda w kategorii Program rozrywkowy[102].
- Telekamery 2017: Nagroda w kategorii Program rozrywkowy[103].